# آرتی مان
آرتی مان (انگلیسی: Aarti Mann؛ زادهٔ ۳ مارس ۱۹۷۸) یک هنرپیشه هندی‌تبار اهل ایالات متحده آمریکا است.

## گزیدهٔ فیلمشناسی
از فیلم‌ها یا برنامه‌های تلویزیونی که وی در آن نقش داشته‌است می‌توان به آثار زیر اشاره کرد.
- قهرمان‌ها (۲۰۰۹)
- تئوری بیگ بنگ (۲۰۱۱–۲۰۱۰)
- سوتس (۲۰۱۳)
- رسوایی (مجموعه تلویزیونی) (۲۰۱۳)
- ان‌سی‌آی‌اس: نیواورلئان (۲۰۱۵)
- آناتومی گری (مجموعه تلویزیونی) (۲۰۱۷)
- هرگز تا به حال نداشته‌ام (مجموعه تلویزیونی) (۲۰۲۰)